# 남한 상록수림
남한 상록수림(Southern Korea evergreen forests)은 한반도 남단에 있는 온대 활엽수혼합림이다.
면적 14,700 평방킬로미터. 기후는 습윤하고 온난하다. 연평균 강수량은 1000 밀리미터이며, 그 중 3분의 2가 6월에서 9월 사이에 집중적으로 내린다. 겨울은 건조하고 덜 추운 편이며, 평균 1월 기온은 섭씨 2도다. 눈이 종종 내리지만 쌓일 만큼 내리는 일은 드물다.
식생은 상록활엽 조엽수림으로, 참나무과(구실잣밤나무, 붉가시나무, 가시나무 등)와 녹나무과(녹나무 등)가 두드러진다.
남한 상록수림은 대부분 파괴되고 농경지로 대체되었다. 울산, 함평, 제주도 등지에 일부 숲이 조그맣게 남아 있다. 이 생태지역에는 대한민국의 국립공원 4개(다도해, 한려, 월출산, 한라산)가 위치한다.